# Filadelfia (Kalabrien)
Filadelfia ist eine Gemeinde und eine Kleinstadt mit 5022 Einwohnern (Stand 31. Dezember 2023) in der Provinz Vibo Valentia, Region Kalabrien in Italien.
Vor dem großen Erdbeben 1783 hieß die Stadt Castelmonardo. Beim Erdbeben wurde die Stadt beinahe vollständig zerstört und daraufhin neu errichtet. Heutzutage kann man in der Umgebung noch Ruinen der alten Stadt aus dem Boden ragen sehen.
Filadelfia erstreckt sich über eine Fläche von 30 km² und hat eine Einwohnerdichte von circa 209 Einwohner/km².
Die Nachbargemeinden sind Curinga (CZ), Francavilla Angitola, Jacurso und Polia (CZ).

## Persönlichkeiten
- Paolo Serrao (1830–1907), Komponist und Musikpädagoge
- Federico Guglielmo Lento (1942–2010), Politiker
- Rosie Fortna (* 1946), US-amerikanische Skirennläuferin